# Eduardo Davino
Eduardo Davino (* 6. August 1929 in Neapel, Italien; † 20. Januar 2011 in Rom) war ein italienischer Geistlicher und römisch-katholischer Bischof von Palestrina in Italien.

## Leben
Eduardo Davino trat 1945 in das Priesterseminar in Neapel ein und empfing in der Basilika Santa Restituta die Priesterweihe am 27. Juli 1952 durch Alfonso Castaldo, Koadjutorerzbischof in Neapel. Nach einem Zusatzstudium in Theologie am Päpstlichen Athenaeum in Rom absolvierte er ein Promotionsstudium der Rechtswissenschaften in Neapel. Zudem wirkte er als Dozent an der theologischen Fakultät in Neapel und in Kirchengerichten in Kampanien. 1972 wurde er von Papst Paul VI. an die Römische Rota berufen.
Papst Johannes Paul II. ernannte ihn 1993 zum Bischof von Ariano Irpino-Lacedonia. Die Bischofsweihe spendete ihm am 9. Oktober 1993 der Erzbischof von Neapel, Michele Kardinal Giordano; Mitkonsekratoren waren Erzbischof Carlo Furno, Apostolischer Nuntius in Italien, und Filippo Giannini, Weihbischof in Rom.
1997 bestellte ihn Papst Johannes Paul II. zum Bischof des suburbikarischen Bistums Palestrina; er setzte seine Zusammenarbeit mit den Abteilungen der Römischen Kurie fort. In seiner Amtszeit wurden Gebietsteile der Territorialabtei Subiaco eingegliedert. Eduardo Davino war Konsultor des Päpstlichen Rates für die Interpretation von Gesetzestexten.
Seinem Rücktrittsgesuch wurde 2005 durch Johannes Paul II. stattgegeben.
Er starb nach langer Krankheit und wurde in der Kathedrale von Palestrina beigesetzt.